# 单苞鸢尾
单苞鸢尾（学名：Iris anguifuga）是鸢尾科鸢尾属的植物，为中国的特有植物。分布在中国大陆的广西、湖北、浙江、贵州、安徽、江西等地，生长于海拔1,200米的地区，一般生于山坡草地，目前尚未由人工引种栽培。

## 别名
避蛇参、春不见（湖北），蛇不见（浙江），仇人不见面（广西），夏无踪（江西）